# Walter Christaller
Walter Christaller (21. dubna 1893 Berneck (dnes Altensteig) – 9. března 1969 Königstein im Taunus) byl německo-švýcarský geograf, autor teorie centrálních míst, která se snaží vysvětlit počet, velikost a rozmístění sídel v sídelní struktuře. Christaller ji zformuloval roku 1933. Byl členem nacistické strany a svou teorii použil i při plánování německých okupací za druhé světové války, zejména Polska.